# Mithraeum des bains de Mithra
Le mithraeum des bains de Mithra est le mieux conservé des mithraeums de l'Ostia Antica (l'ancienne cité antique d'Ostie), ville métropolitaine de Rome Capitale au Latium,.

## Historique
Le mithraeum a été construit sous terre dans la zone de service des thermes romains d'Ostie. Celui-ci est le mieux conservé des 17 recensés sur le site de l'Ostia Antica. Il est accessible par des escaliers. 

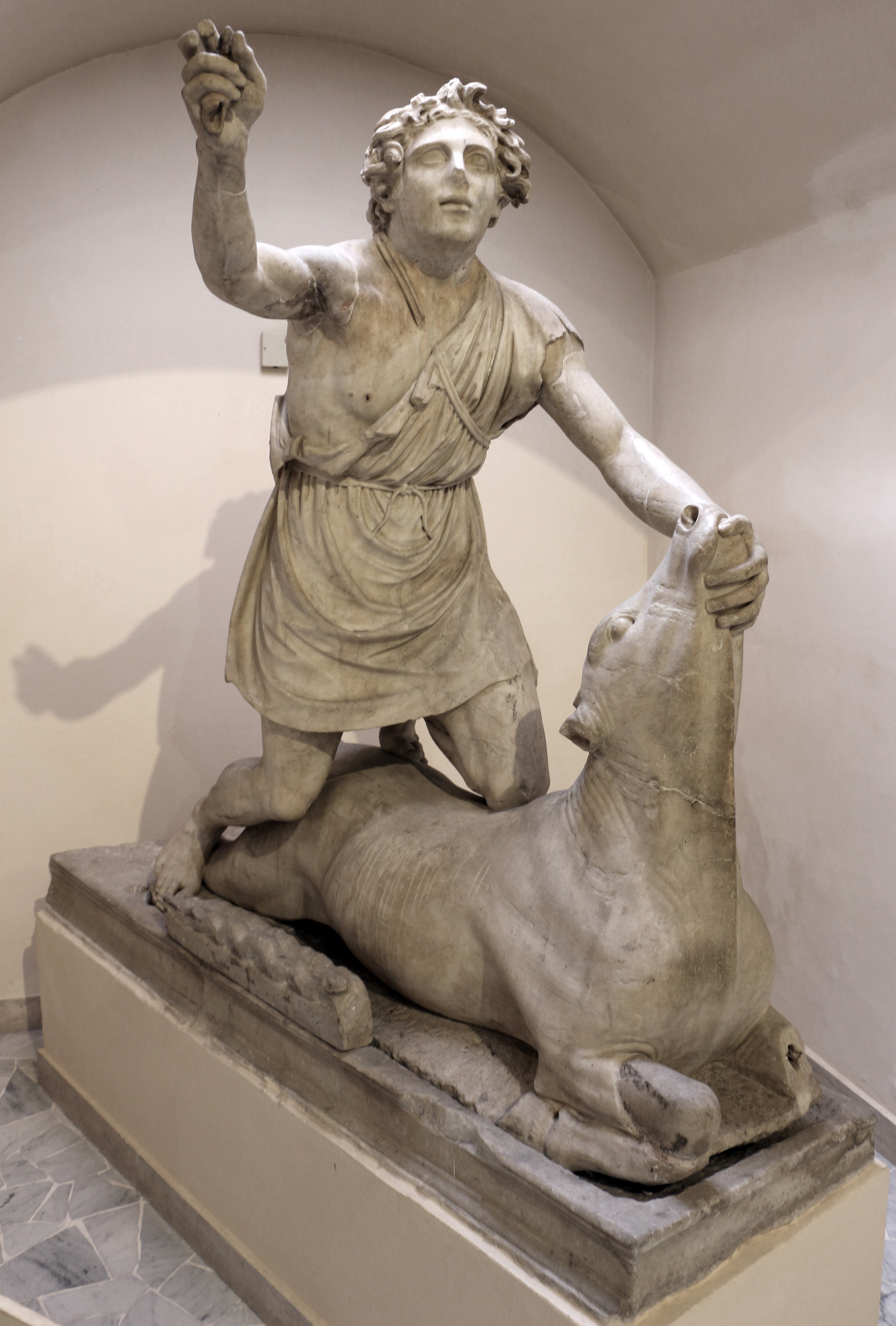
Statue de Mithra et du taureau du sculpteur Criton.

La salle principale mesure 15,37 m de long sur 4,55 m de large et était voûtée, comme il est d'usage dans ces sanctuaires. La plus grande hauteur est de 2,10 m, avec deux puits de lumière, un au milieu de la salle et un au sud, au-dessus de l'image culte de Mithra. Sur la base de ces puits de lumière, on peut supposer que l’activité cultuelle se déroulait principalement pendant la journée.
La salle de culte était autrefois peinte, mais il n'en reste que quelques vestiges. Sur les côtés de la salle se trouvaient des bancs bas sur lesquels s'asseyait probablement la communauté cultuelle. À l'extrémité sud de la salle se trouve un piédestal sur lequel a encore été trouvée la statue culte représentant Mithra tuant un taureau (tauroctonie). La statue mesure 1,7 m de haut et est en marbre grec. Une inscription dit qu'elle fut réalisée par le sculpteur Criton, venu d'Athènes (KRITΩΝ AΘHNAIOΣ EΠOIEI). La statue est datée du IIe siècle. D'autres dates supposent qu'il s'agit d'un original hellénistique ou d'une œuvre du Ier siècle.

## Galerie

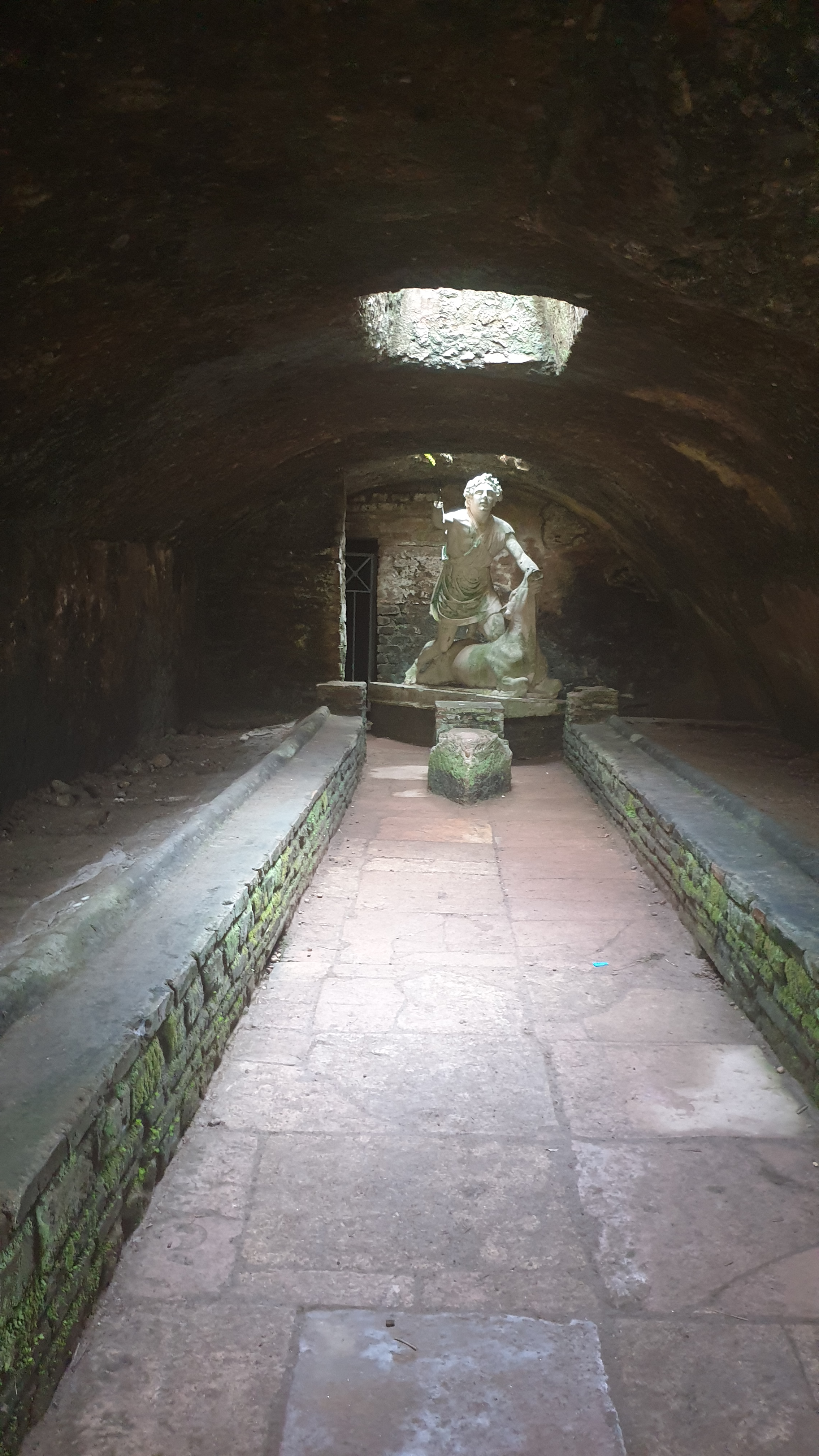
La salle du sanctuaire.
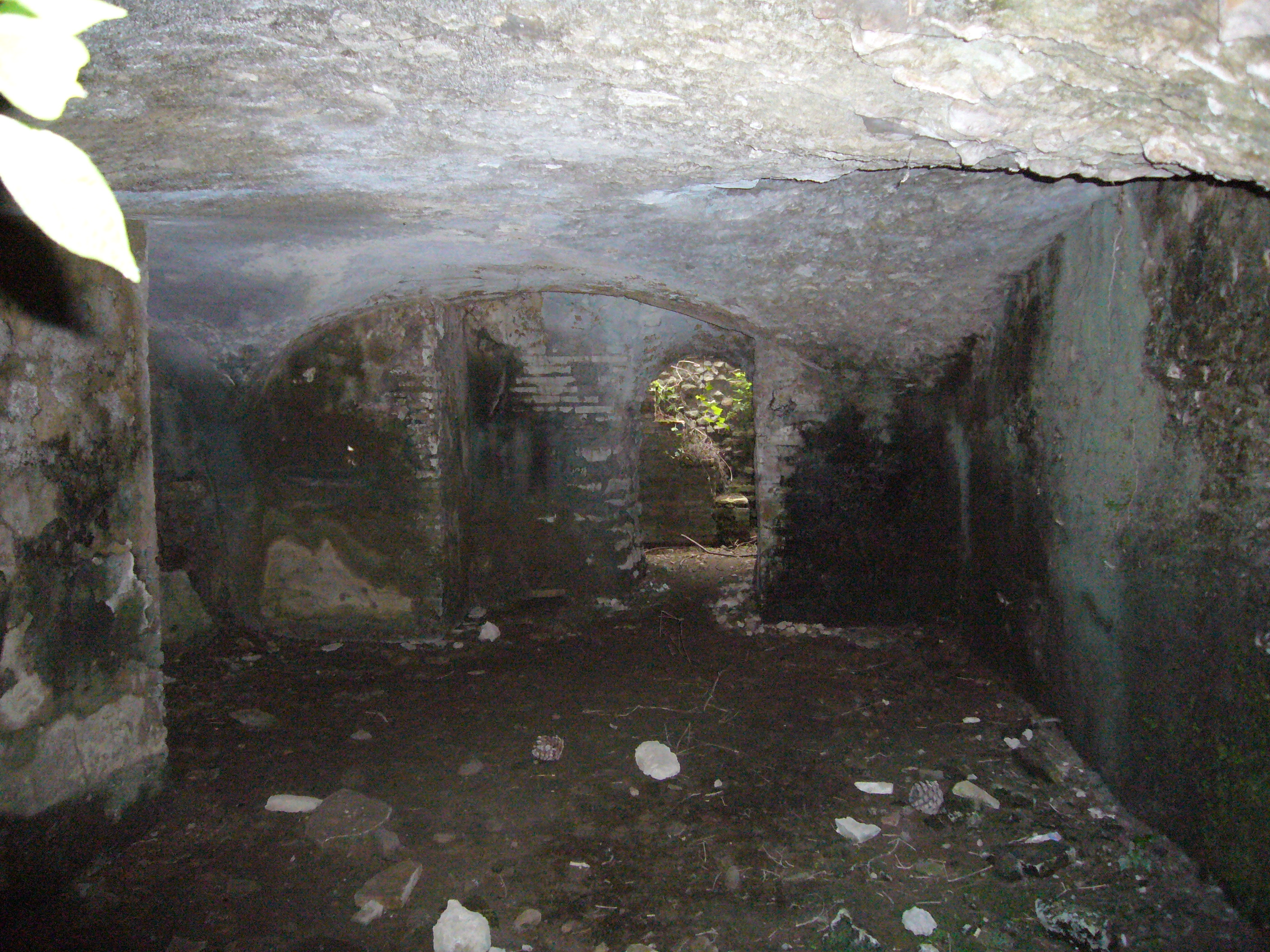
L'intérieur de l'entrée.